# Deriba Alemu
Deriba Alemu (* 5. Juni 1983) ist eine äthiopische Langstreckenläuferin.
International trat sie erstmals im Oktober 2003 in Erscheinung. Nach einem 36. Platz bei den Halbmarathon-Weltmeisterschaften in Vilamoura gewann sie kurze Zeit später den Halbmarathonwettbewerb beim Reims-Marathon. 2004 wurde sie Sechste beim Portugal-Halbmarathon und Zweite beim Zevenheuvelenloop. Bei den Crosslauf-Weltmeisterschaften 2005 in Saint-Galmier wurde sie auf der Kurzstrecke Neunte und gewann mit der äthiopischen Mannschaft Gold. 2006 wurde sie Fünfte beim Zevenheuvelenloop.
2007 stellte sie beim Delhi-Halbmarathon einen Streckenrekord auf und gewann den Montferland Run. 2008 erreichte sie beim RAK-Halbmarathon den siebten Platz.

## Bestleistungen
- 3000 m: 8:42,10 min, 29. Juli 2005, Oslo
- 5000 m: 15:00,56 min, 23. Juli 2005, Heusden-Zolder
- 10.000 m: 31:04,49 min, 3. Juli 2004, Uden
- Halbmarathon: 1:10:30 h, 28. Oktober 2007, Neu-Delhi